# Salon vín
Salon vín – národní soutěž vín ČR je finální soutěží systému Národní soutěže vín. V rámci soutěže je každý rok vybráno nejlepší víno s titulem „Šampion“, dále „Vítězové kategorií“ a „Nejlepší kolekce“. Sto nejlepších vín soutěže je oceněno prestižním titulem „Salon vín ČR“. Na vlastní soutěž navazuje celoročně otevřená veřejná degustační expozice nejlepších sta vín, umístěná ve sklepních prostorách státního zámku ve Valticích.

## Nominace
Vína přihlášená do Salonu vín musí nejprve projít systémem nominačních oblastních soutěží systému Národní soutěže vín, garantovaných Svazem vinařů ČR. Teprve na základně nominace může přihlásit vinař své víno k hodnocení ve finální soutěži – Salonu vín – národní soutěži vín ČR. Zařazena mohou být jen vína vyrobená z hroznů vypěstovaných v České republice, přihlašovaná partie musí v dané kategorii splňovat minimální množstevní kritéria daná statutem Salonu vín. Takto získané vzorky jsou hodnoceny komisí degustátorů, která maximálně 100 vínům udělí právo označovat láhve známkou „Salon vín“, chráněnou Úřadem průmyslového vlastnictví ČR a zároveň je udělen titul „Šampion“, „Vítězové kategorií“ a „Nejlepší kolekce“. Soutěž „Salon vín České republiky“ je také samozřejmě uznanou soutěží podle kritérií Ministerstva zemědělství a hodnocení probíhá pod kontrolou MZe.

## Hodnocení
Hodnocení je prováděno 100 bodovým systémem podle platných regulí O.I.V. (mezinárodní organizace pro vinařství a vinohradnictví). K tomu, aby hodnocení vín proběhlo na vysoké profesionální úrovni, jsou vybíráni degustátoři podle svých znalostí, zkušeností a schopnosti dokonale senzoricky hodnotit a rozlišovat víno. Nominovaní degustátoři museli projít mezinárodním degustačním kursem, který vedli enologové Vyšší odborné školy a Spolkového úřadu pro vinařství a ovocnářství v rakouském Klosteneuburgu a museli složit zkoušku podle norem DIN, ISO a ÖNORM.
Důležitým a zcela zásadním atributem je požadavek na předchozí naláhvování celé přihlašované partie vína a odběr a zapečetění vzorků přímo u výrobce vína organizátorem Salonu, který má právo na výběr libovolných 6 láhví z přihlašované partie. Hodnocení Salonu vín se uskutečňuje každoročně v lednu v profesionálním degustačním pracovišti v Národním vinařském centru ve Valticích, nejlepším svého druhu u nás a srovnatelným s podobnými pracovišti v Evropě. 

## Prezentace
Po vybrání kolekce Salonu vín jsou tato vína nakoupena v množství uvedeném ve statutu a uložena ve sklepních prostorách Národního vinařského centra. Zde jsou k dispozici veřejnosti, která má možnost ochutnat kterékoliv ze zde uložených vín.  
Vína uložená v Salonu vín jsou určena výhradně ke vzdělávání návštěvníků o víně a propagaci a podpoře našeho vinařství tím, že široká veřejnost, včetně zahraničních návštěvníků, má možnost naše nejlepší vína ochutnat na jednom místě a v důstojných podmínkách a zároveň se dozvědět všechny podstatné informace o každém víně i výrobcích, jejichž vína budou v Salonu vín České republiky zastoupena.
Takto uložená vína je možno i zakoupit, ovšem pouze po jednotlivých láhvích a tento nákup není určen obchodníkům vínem za účelem dalšího obchodování. Součástí sklepních prostor Salonu vín je také naučná expozice o našem vinařství a vinařských oblastech a také prodejna dárkového balení na láhve, vinařské literatury, degustátorských skleniček, sommelierských potřeb atd. 
Šampionem Salonu vín – národní soutěže vín pro rok 2013 se stal Chardonnay 2011 pozdní sběr ze Zámeckého vinařství Bzenec. 